# Schwarzlose MG M.07/12
Кулемет Шварцлозе (Шварцльозе, нім. Maschinengewehr Schwarzlose) — станковий кулемет з напіввільним затвором. Був стандартним піхотним кулеметом у Збройних силах Австро–Угорщини до та під час Першої світової війни та у Федеральній армії Австрії до 1938 року. Офіційне військове позначення було: Maschinengewehr 07/12. Конструктором був німець Андреас Вільгельм Шварцлозе.

## Історія створення
Кулемет використовував напіввільну систему замикання затвора. Зброя такого типу набула популярності на початку XX століття, коли європейські держави переозброювали свої армії швидкострільною стрілецькою зброєю. Австро-угорська армія вважала за краще використовувати кулемет Шварцлозе як конструкційно більш простий (кулемет має всього 166 деталей) і, відповідно, набагато дешевший (1500 гульденів замість 3000 гульденів), ніж популярний тоді в усьому світі кулемет Максима. Кулемет Шварцлозе мав укорочений ствол для прискорення падіння тиску в стволі (66 калібрів замість 90–100 калібрів в інших станкових кулеметах тієї епохи), чим досягалася надійна робота автоматики. Однак через це дульна швидкість зброї була нижчою за оптимальну при стрільбі на середні і дальні дистанції. Розрахунок змушений був компенсувати втрату забійності збільшенням витрат боєприпасів або звуженням зони обстрілу. В результаті витрати патронів компенсували нижчу ціну. Втім, під час війни кулемети часто руйнувались задовго до вироблення ресурсу. Для надійності вилучення стріляних гільз з патронника кулемет спочатку було обладнано автоматичною масляною для патронів. У розпеченому стовбурі олія підгорала і дим демаскував позицію. Тому маслянки позбулися, обтяживши затвор на 1,7 кг для більшої затримки відкривання. Уповільнення відмикання у системі Шварцлозе здійснювалося відразу двома способами: опором пари шарнірно зчленованих важелів і перерозподілом енергії віддачі між двома частинами затвора. Пара важелів — шатун, з'єднаний з масивним кістяком затвора, і кривошип, пов'язаний з коробом — знаходився в передньому положенні поблизу мертвої точки. Ударний механізм включав ударник з бійком, що ковзав у каналі кістяка затвора, одягненого на хвіст ударника таріль з гребенем і укріплену на тарелі кісточку.

## Опис конструкції

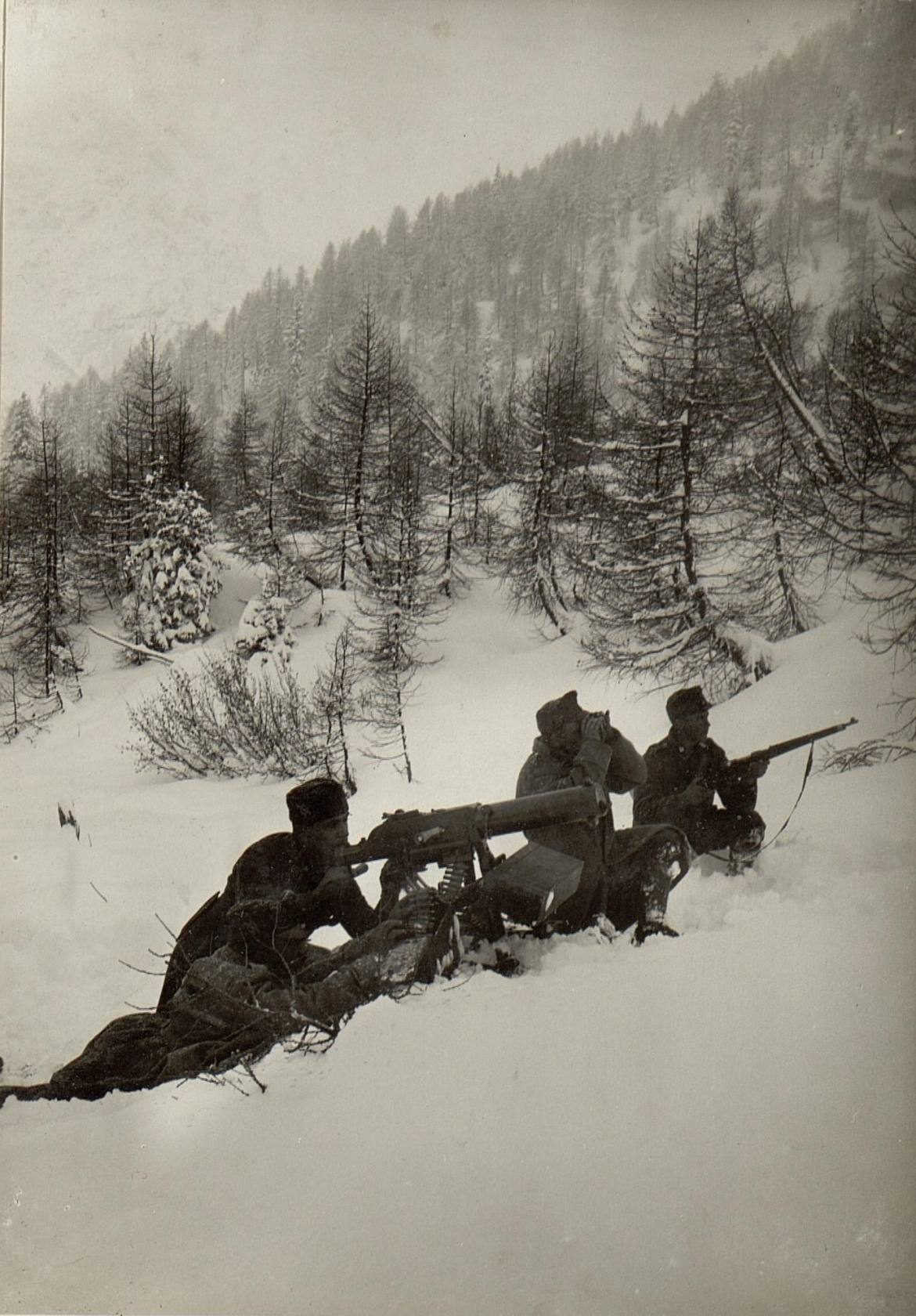
Монтоццо, австро-угорські кулеметники на вогневій позиції, Вал Орсі.

Знизу короба збирався механізм барабанного типу, що подає. Барабан ніс зубчатку для куль та гільз, втулка — храпове колесо. Затвор, рухаючись назад, переднім нижнім гребенем тиснув на зуб храпового колеса і повертав його вліво. Барабан захоплював патрон і просував стрічку вліво. Витягувач кістяка затвора зрушував патрон за капелюшок гільзи назад, витягаючи його зі стрічки і переводячи в канавку барабана, патрон повертався носиком кулі вгору і при подальшому обертанні барабана піднімався направляючими скосами короба на лінію досилання. В цей час на зубчатку вставав наступний патрон. Поворот барабана проводився під час руху назад і вперед. Така система вимагала при зарядженні кулемета тричі повернути рукоятку перезаряджання, щоб перший патрон опинився у патроннику. Вилучення стріляної гільзи виробляв пружний викидач остова затвора. Змонтований в пазу кістяка відбивач ковзав виступом по пазу короба, і упершись у задній край паза виступав за дзеркало затвора і виштовхував гільзу вліво.

## Характеристики
- Маса тіла кулемета без патронів: 19,9 кг
- Маса кулемета з водою на станку: 42,0 кг
- Нарізи правосторонні: 4
- Темп стрільби пострілів/хв.: 500
- Бойова швидкострільність пострілів/хв.: 250
- Калібр патрона: 8×51
- Початкова швидкість кулі м/хв.: 620

Перебував на озброєнні УГА. Різні варіанти кулемета у часи Другої світової війни використовувалися угорською, голландською, польською, фінською та іншими арміями. Німецька армія здебільшого використовувала кулемет Шварцлозе на укріпленнях Атлантичного валу.

## Різновиди і модифікації
Австро–Угорщина
- MG M.07
- MG M.07/12
- MG M.07/12/16 — полегшений «ручний» варіант кулемета, ставився на сошку або легку триногу.

Австрія
- MG M.07/31 (М. 7/12/31) — модифікація під патрон 8×56 мм зр. 1930 року.

Нідерланди
- M.08 — варіант під патрон 6,5 53 мм R.
- M.08/13 — модернізований M.08.
- M.08/15 — полегшений варіант для кавалерії.

Чехословаччина
- Шварцлозе–Янечок vz. 07/12/27 — версія під патрон 7,92 57 мм.

Польща
- WZ.1907/24 — модернізований в Ченстохові, стовбур подовжений до 630 мм, призначений під патрон 7,92 57 мм.

Російська імперія
- Деяка кількість трофейних кулеметів Шварцлозе було перероблено у майстернях Київського артилерійського заводу та Петроградського артилерійського заводу під російський патрон 7,62×54 мм, чому сприяла конструктивна подібність австрійського та російського патронів. Перероблені кулемети використовувалися зокрема для озброєння бронепоїздів. Втім, бойові частини залишали у себе в користуванні й оригінальні Шварцлозе, використовуючи їх із трофейними боєприпасами.